# Curtis (50 Cent)
Curtis (транскрибовано: Кертис) је трећи студијски албум репера 50 Centa. Појавио се 11. септембра 2007, а на продукцији албума су радили Dr. Dre, Еминем, Timbaland и други. На албуму гостују и други извођачи Акон, Џастин Тимберлејк, Никол Шерцингер, и други.